# Новомихайловка (Лукояновський район)
Новомихайловка (рос. Новомихайловка) — село в Лукояновському районі Нижньогородської області Російської Федерації.
Населення становить 100 осіб. Входить до складу муніципального утворення робітниче селище ім Степана Разіна.

## Історія
Від 2009 року входить до складу муніципального утворення робітниче селище ім Степана Разіна.

## Населення
| 2002 | 2010 |
| ---- | ---- |
| 165  | ↘100 |